# Sogn og Fjordane fylke

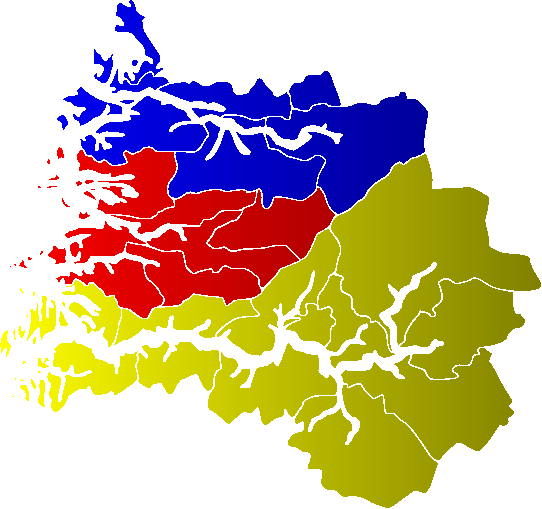
Sogn markeras av gul färg, Sunnfjord av röd og Nordfjord av blå

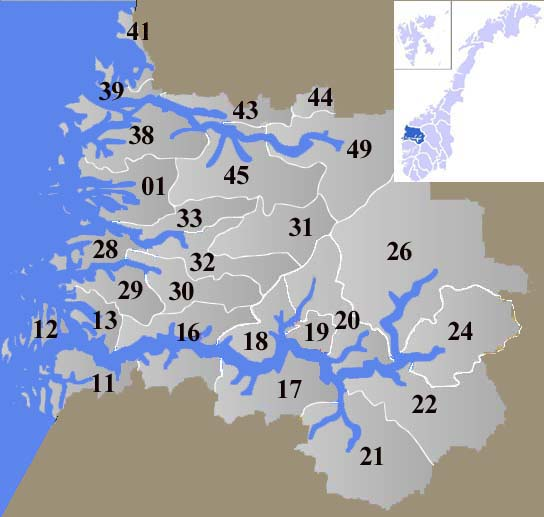
Sogn og Fjordane Fylke, siffrorna i kartan anger de två sista siffrorna i kommunnumret, se tabellen

Sogn og Fjordane fylke (svenska: Sogn och Fjordane fylke) var ett av fylke i västra Norge. Det gränsade till Hordaland fylke i söder, Møre og Romsdal fylke i norr, Oppland fylke i öster och Buskerud fylke i sydöst. Det motsvarar de tre gamla landskapen Sunnfjord, Nordfjord och Sogn. Fylkets administration har sedan 1864 varit förlagd till Leikanger i mellersta Sogn, en plats som idag förefaller liten och avsides belägen.
Sogn og Fjordane karaktäriserades av breda och långsträckta fjordar, framför allt Sognefjorden, den längsta i Norge, och Nordfjord. Ett annat av fylkets kännemärken var den 487 km² stora Jostedalsbreen, det europeiska fastlandets största glaciär, som omgärdas av flera mindre glaciärer och glaciärarmar.
I fylket fanns också Norges västligaste utpost, ögruppen Utvær, där det förr fanns ett fiskeläge, men nu saknar fastboende. Utvær tillhör Solunds kommun, som var den enda kommunen i fylket belägen enbart på öar, och som saknar fast landförbindelse. Här ligger Holmebåen som är kungariket Norges västligaste punkt.

## Administrativ historik
Sogn og Fjordane fylke inrättades 1763 under namnet Nordre Bergenhus amt och fick sitt nuvarande namn 1919. 
Den 1 januari 2020 inrättades Vestland fylke, bildat genom sammanslagning av Hordaland och Sogn og Fjordane fylken.

## Språk
Sogn og Fjordane skilde sig ut från resten av Norge även i språkligt avseende, då det var det enda fylke som helt domineras av det nynorska skriftspråket. I det näst nynorsktätaste fylket, grannen Møre og Romsdal i norr, har hälften av grundskoleeleverna nynorska som undervisningsspråk, medan det i Sogn og Fjordane var över 97%.
Nynorska infördes i de första skolorna på 1890-talet, och i snabb takt följde allt fler av fylkets skolor efter, så att 90% av skolorna infört nynorska efter några få årtionden. Från och med 1953 fanns endast två skolor kvar med bokmål som undervisningsspråk, den ena var skolan i Florø, fylkets enda stadskommun, den andra var skolan i Måløy, en annan av fylkets största tätorter. På dessa skolor fanns det dock nynorska parallellklasser. Omvänt fanns det parallellklasser med bokmål på skolan i fylkets då största tätort, industriorten Høyanger.
Sedan dess har inte mycket hänt, förutom att nynorskan ytterligare har stärkt sin ställning i Sogn og Fjordane, i motsats till de flesta övriga nynorskdistrikt i landet. Bokmålseleverna i Florø skola har stadigt minskat, och skolan gick därför över till nynorskt huvudspråk 2005, även om några parallellklasser med bokmål finns kvar. Bokmålsklasserna i Høyanger är sedan länge borta. I Måløy finns det alltjämt nynorska parallellklasser i de flesta årskurser.
Också näringslivet, offentliga sektorn och massmedierna dominerar nynorskan helt. Det är administrationsspråk i samtliga kommuner och liturgiskt språk i alla kyrkor utom Sør-Vågsøy kyrka i Måløy, där bokmål används vid de flesta gudstjänsterna.

## Kommuner
Sogn og Fjordane fylke hade 26 kommuner när det upplöstes. I tabellen nedan kan man välja om raderna ska vara sorterade efter kommunnummer, kommunnamn eller folkmängd år 2005.
| Nr   | Kommun     | Folkmängd |
| ---- | ---------- | --------- |
| 1401 | Flora      | 11 588    |
| 1411 | Gulen      | 2 299     |
| 1412 | Solund     | 862       |
| 1413 | Hyllestad  | 1 483     |
| 1416 | Høyanger   | 4 280     |
| 1417 | Vik        | 2 758     |
| 1418 | Balestrand | 1 343     |
| 1419 | Leikanger  | 2 225     |
| 1420 | Sogndal    | 7 160     |
| 1421 | Aurland    | 1 689     |
| 1422 | Lærdal     | 2 224     |
| 1424 | Årdal      | 5 601     |
| 1426 | Luster     | 5 023     |
| 1428 | Askvoll    | 3 000     |
| 1429 | Fjaler     | 2 909     |
| 1430 | Gaular     | 2 798     |
| 1431 | Jølster    | 3 021     |
| 1432 | Førde      | 12 207    |
| 1433 | Naustdal   | 2 687     |
| 1438 | Bremanger  | 3 910     |
| 1439 | Vågsøy     | 6 030     |
| 1441 | Selje      | 2 810     |
| 1443 | Eid        | 5 905     |
| 1444 | Hornindal  | 1 207     |
| 1445 | Gloppen    | 5 705     |
| 1449 | Stryn      | 7 018     |

## Bilder

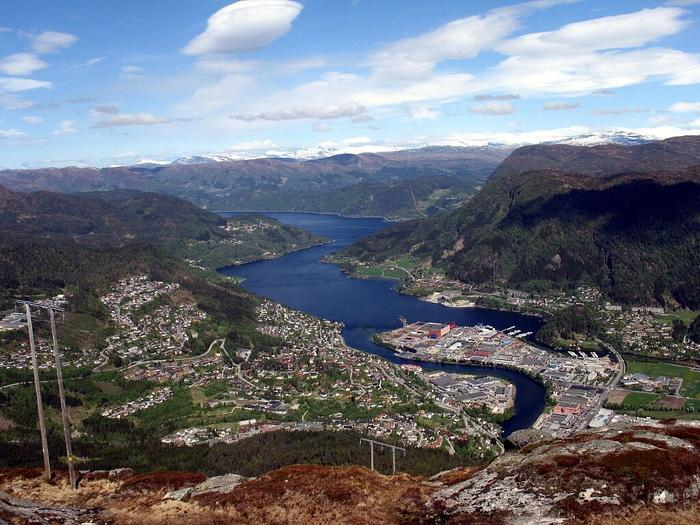
Førde, var den största tätorten, centralt belägen i fylket.
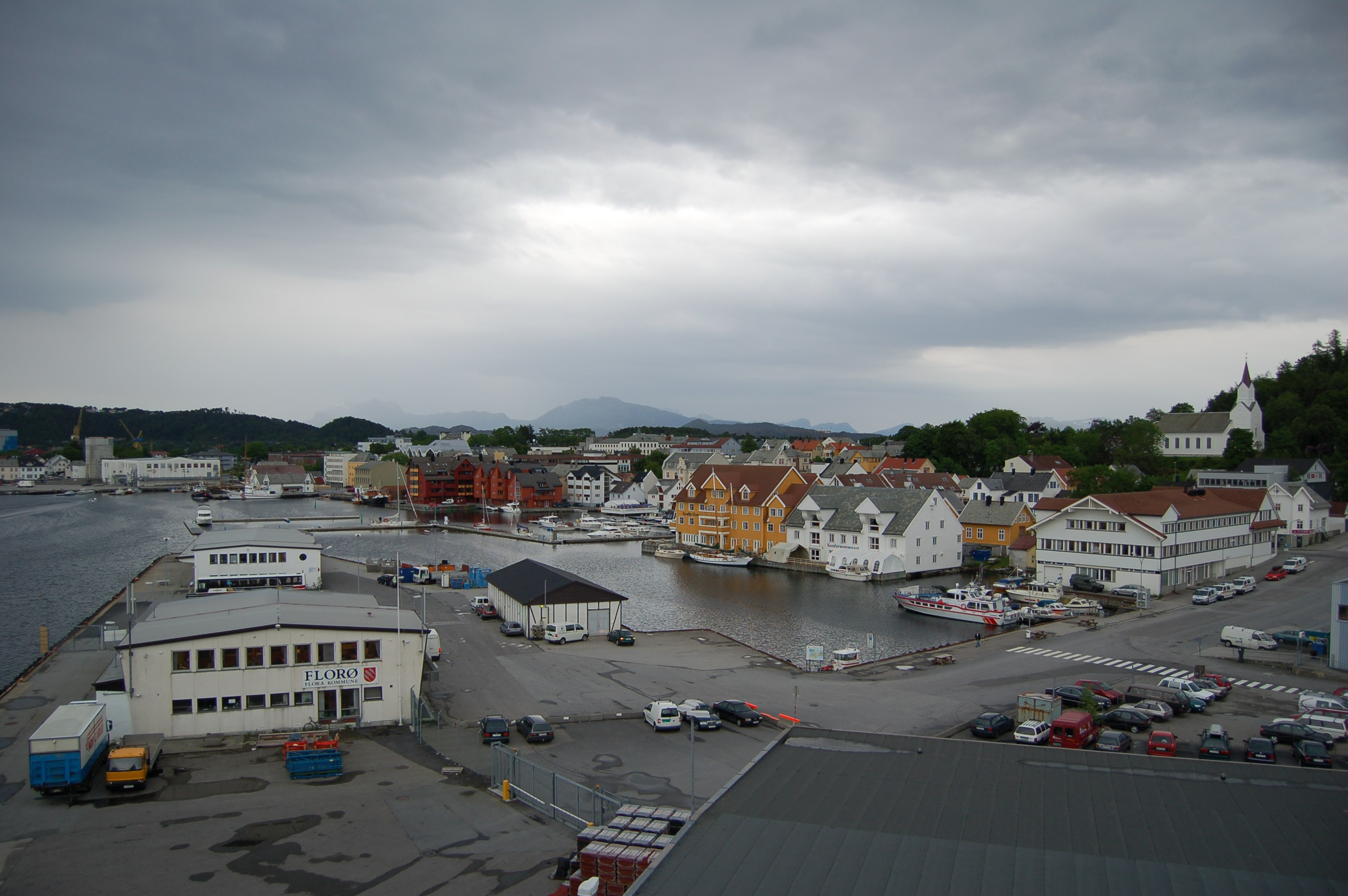
Florø, näst största tätort och Norges västligaste stad.
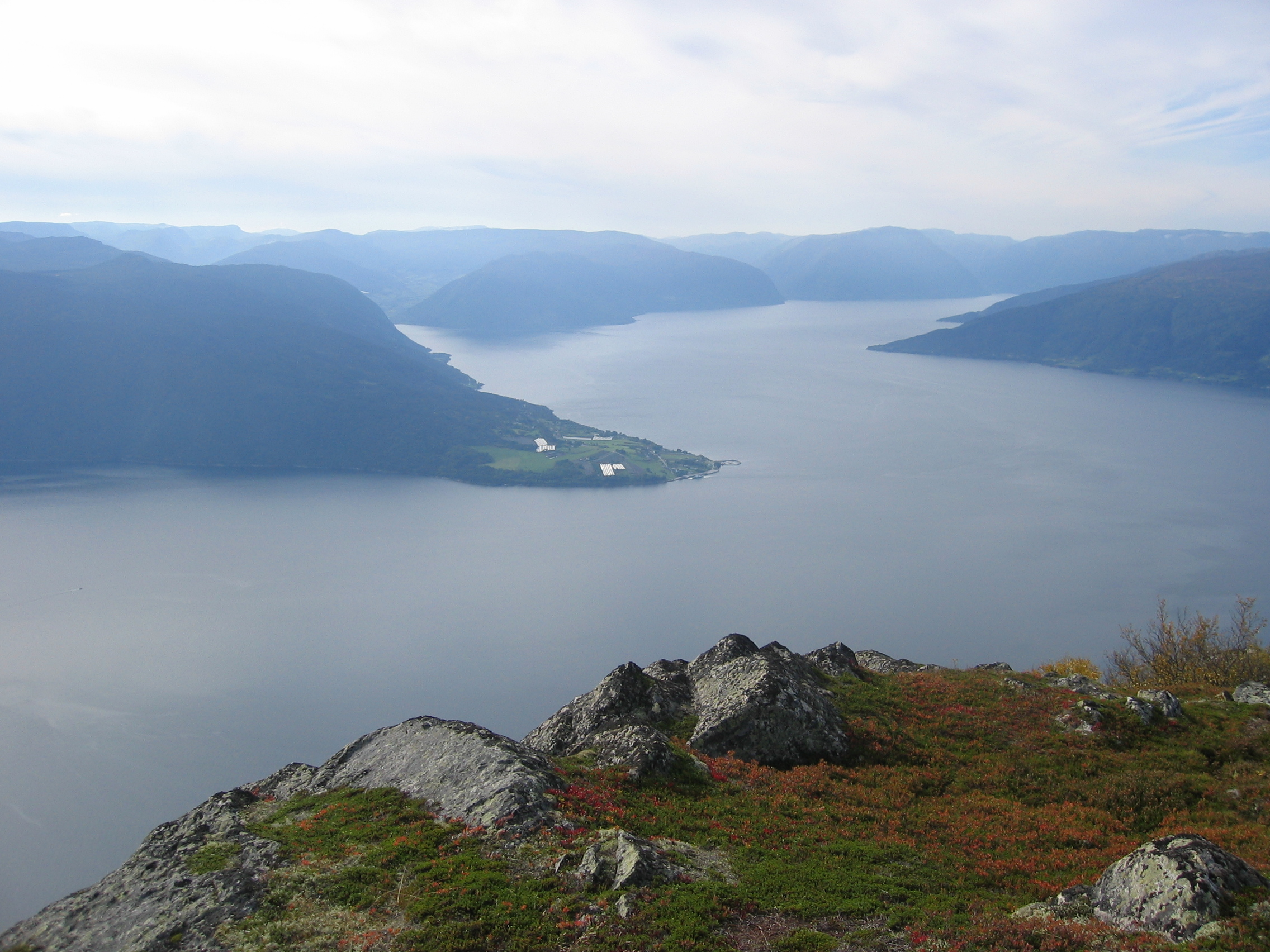
Sognefjorden.